# ハヅァ族
ハヅァ族（Hadza or Hadzabe）はタンザニア中北部の先住民族であり、大地溝帯中央部のエヤシ湖周辺と隣接するセレンゲティ平原に住んでいる。2015年の時点で、タンザニアには1,200人から1,300人のハヅァ族が住んでいるが、伝統的な採食方法だけで生き残っているのは約400人のみである。観光客の増大と牧畜民の侵入は、伝統的生活様式の継続に深刻な脅威をもたらしている。
バントゥー族の拡散前からタンザニアに先住していた狩猟採集民の子孫であり、おそらく数千年の間現在の分布域に住み、100年前まで基本的な生活様式にほとんど変化はなかったと考えられる。

## 言語
ハヅァ語は、クリック音があるためかつてはコイサン語族に括られてきたが、実際には他の言語とは系統関係が無い孤立した言語と考えられている。ハヅァ語は危機に瀕する言語とはされていない。 ユネスコは、ほとんどの子供がハヅァ語を受け継いでいるため「危機に瀕する」ではなく「脆弱」としているが、使用は生活の特定の領域、例えば家庭に制限されている。ハヅァ語はハヅァ族の一部であるかを区別する最も重要な要素と見なされているが、 最近では、ハヅァ族の多くがタンザニアの公用語であるスワヒリ語を第二言語として学んでいる。

## 遺伝的起源
遺伝的に、ハヅァ族は他の民族集団と密接な関係は無い。かつて言語的にコイサン語族として括られていた他のコイサン人とも特に密接に関連しているようには見えない。
ハヅァ族は遺伝子検査からは、ナイロート諸語とクシ諸語を話す集団とのわずかな混合が過去数千年で起こった一方で、バントゥー族との間でかなりの混合が起こったことも示唆された。
Y染色体はハプログループB2-M112が高頻度である。